# روي شيبرد
روي شيبرد {{إhttps://ar.wikipedia.org/wiki/%D8%B1%D9%88%D9%8A_%D8%B4%D9%8A%D8%A8%D8%B1%D8%AFنج|Roy Shepherd}} هو معلم موسيقى،[[عازف بيانو أسترالي]، ولد في 1907،وتوفي في 20 يونيو 1986.